# Деммін
Деммін, Димін (каш. Dëmino, нім. Demmin) — місто в Німеччині, розташоване в землі Мекленбург-Передня Померанія. Входить до складу району Мекленбургіше-Зенплатте.
Площа — 80,653 км2. Населення становить 10 523 ос. (станом на 31 грудня 2020).

## Топонімія
Назва цього міста була зафіксована середньовічними джерелами: «Діміне» (Dimmine) в 1180 р., «Дімін» (Dimin) у 1236 р., «Демін» (Demmin) у 1320 р. Вона походить від полаб. dym (множина dyminy) — «дим» («дими»), «туман». Польськими дослідниками реконструйована як Димін (пол. Dymin).

## Географія
Деммін розташований на Західно-Померанській рівнині біля місця злиття річок Пене, Толлензе і Требель.

## Галерея

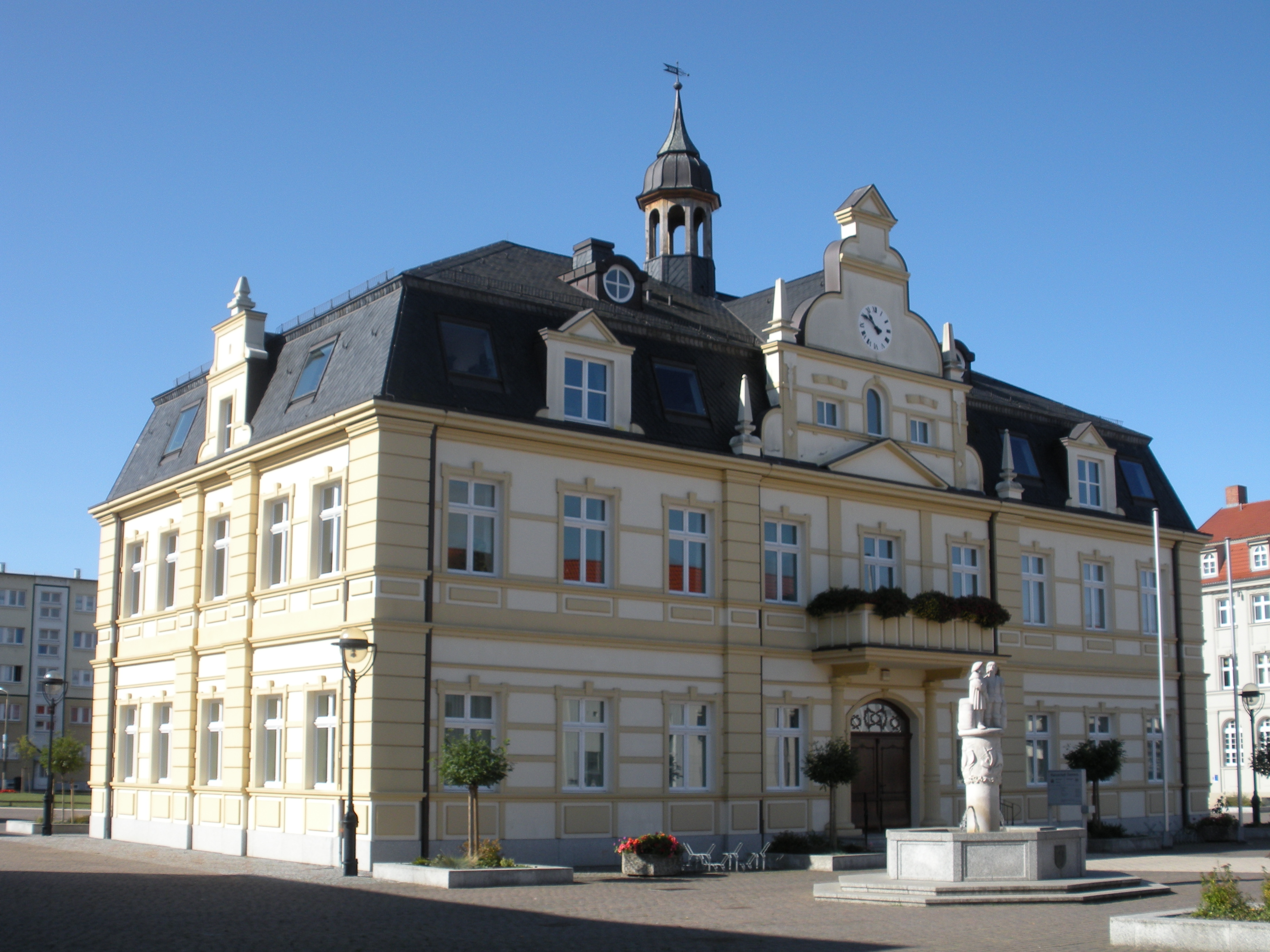
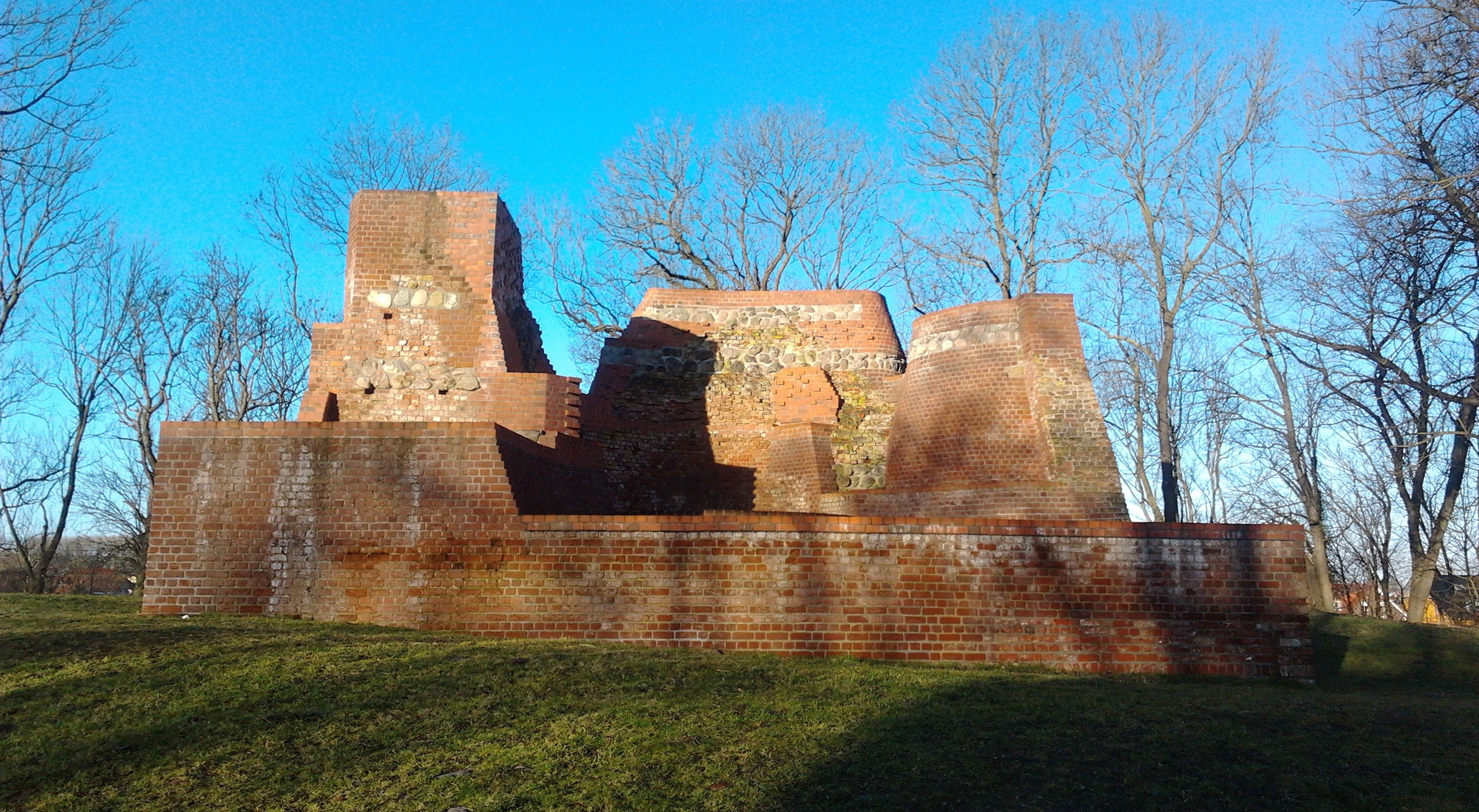
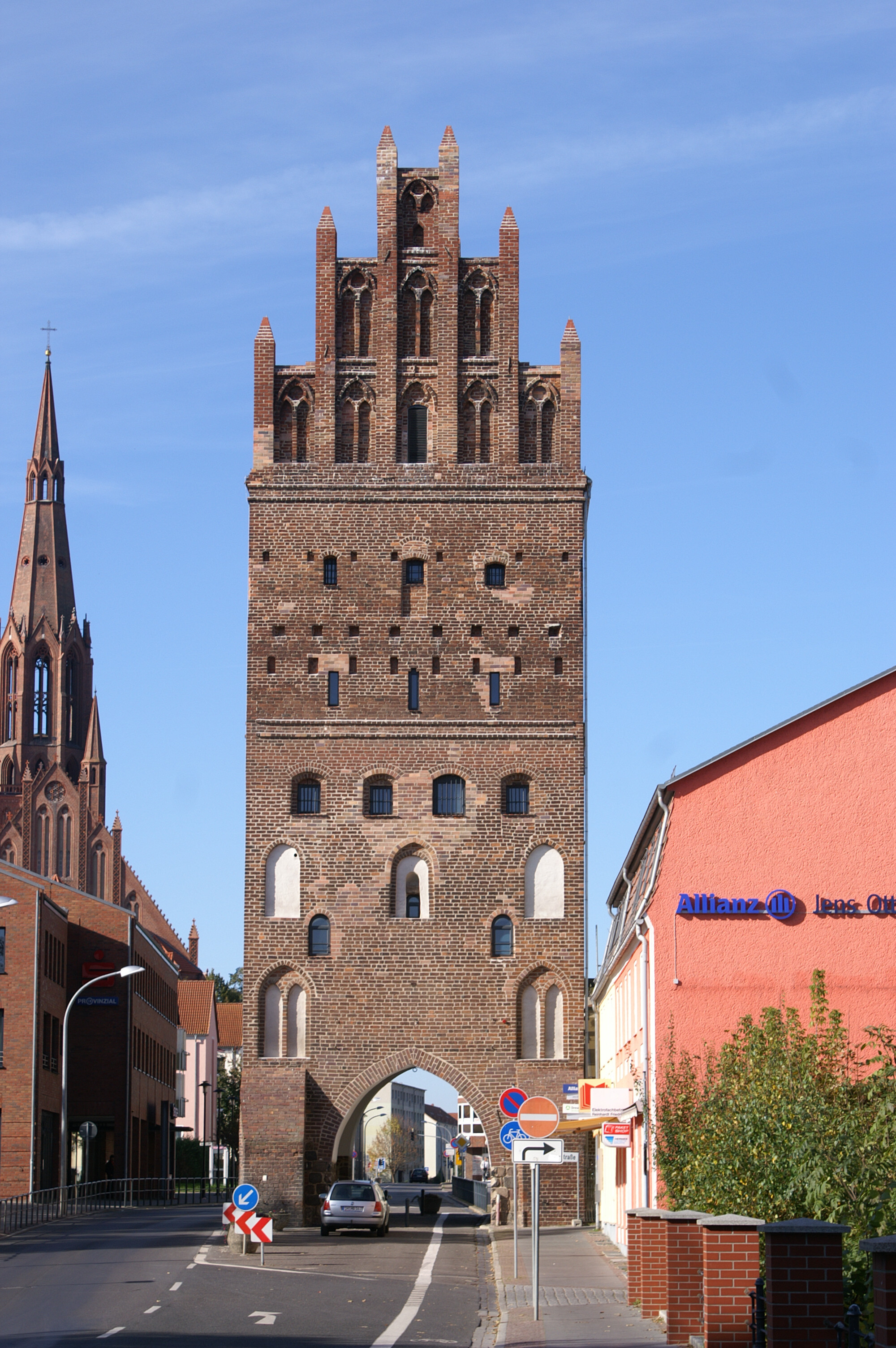
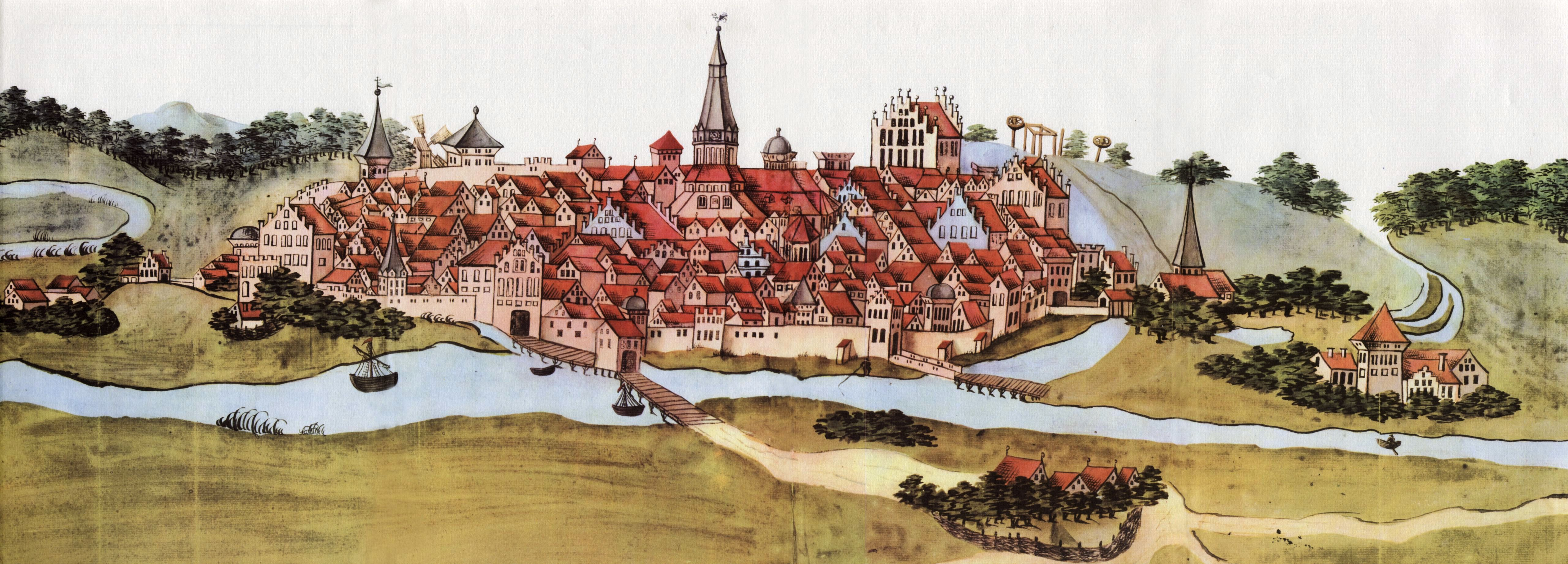
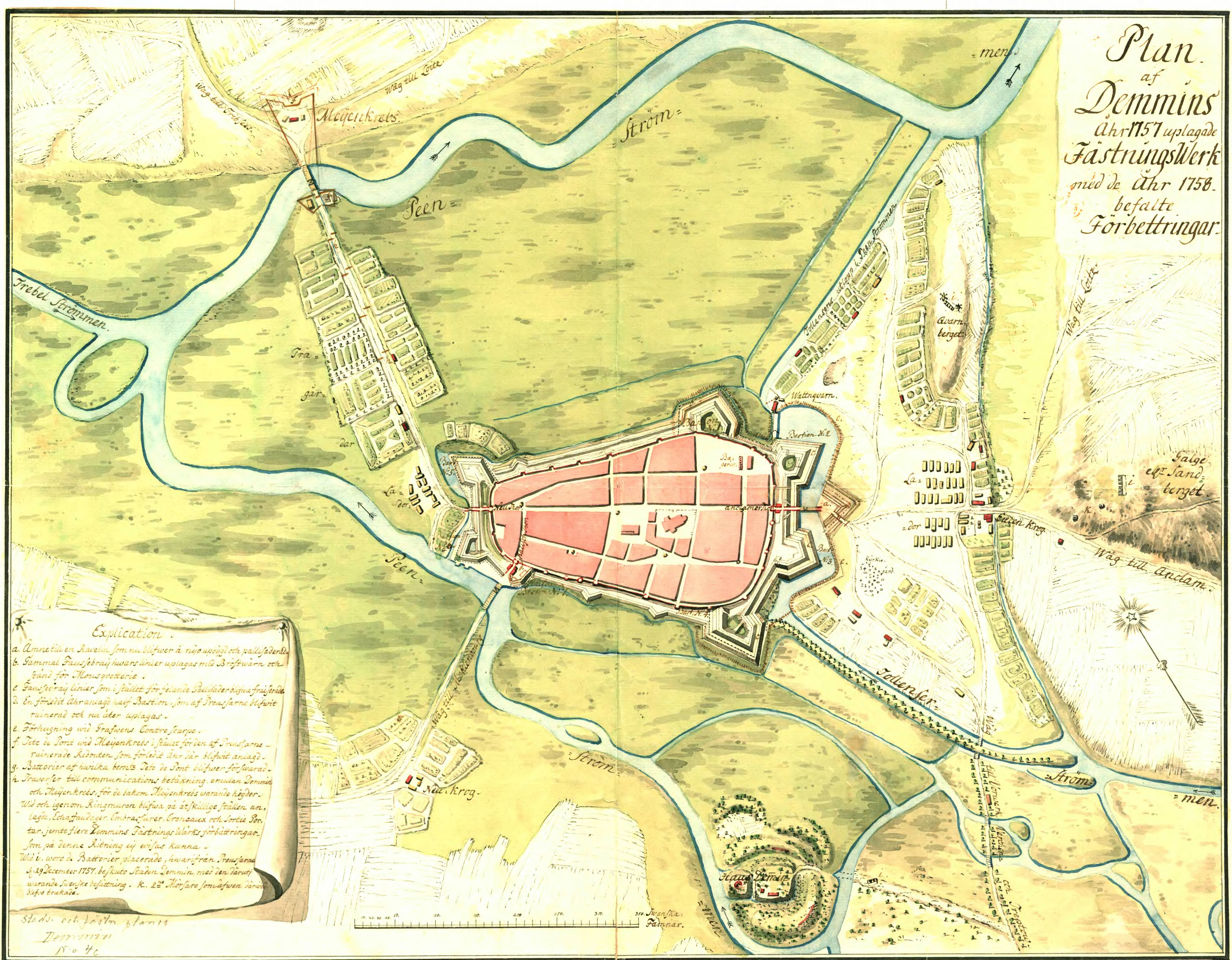
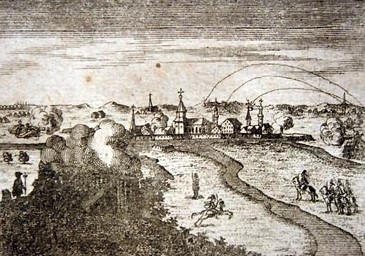